# Boulengerochromis microlepis
Boulengerochromis microlepis – gatunek słodkowodnej ryby z rodziny pielęgnicowatych (Cichlidae). Jedyny przedstawiciel rodzaju Boulengerochromis i plemienia Boulengerochromini. Bywa eksponowana w dużych akwariach. 

## Taksonomia
Został opisany w 1899 przez Boulengera pod nazwą Tilapia microlepis. Jacques Pellegrin przeniósł ten gatunek do odrębnego rodzaju, nadając mu nazwę na cześć Boulengera. 

## Występowanie
Strefa profundalu Jeziora Tanganika, na głębokościach poniżej 50 m oraz w strefie litoralu. Gatunek endemiczny.

## Opis
Ciało wydłużone, bladożółte, u samic 4–5 ciemnych plam po bokach. 
Należy do jednych z największych pielęgnic. Dorasta do 65 cm długości (według innych źródeł do 80 cm), osiąga do 4,5 kg masy ciała. Samce są większe od samic. Boulengerochromis microlepis żywią się rybami i krewetkami. Jest pyszczakiem. Ikrą i narybkiem opiekują się oboje rodzice.

## Warunki w akwarium
Ze względu na osiągane rozmiary wymaga bardzo dużego zbiornika.

## Znaczenie gospodarcze
Poławiana gospodarczo i przez wędkarzy.